# Annabella Piugattuk
Annabella Piugattuk (Iqaluit, 19 dicembre 1982) è un'attrice canadese inuit, protagonista femminile del film di Charles Martin Smith, The Snow Walker.
Nata a Iqaluit e cresciuta a Iglulik, un villaggio di circa 1.800 persone nella tundra artica, la Piugattuk, che parla l'Inuktitut come lingua madre, è approdata al mondo del cinema al termine di una selezione condotta su un centinaio di donne inuit, senza avere esperienze passate di recitazione.
Nel film The Snow Walker interpreta il ruolo di Kanaalaq, una giovane donna inuit, malata di tubercolosi. Alla pari del personaggio che interpreta, Annabella Piugattuk è in grado di pescare, cacciare, e conciare le pelli di caribù.
Nel 2004 ha ottenuto una nomination al premio Genie come migliore attrice.